# Крушение под Гардабани
Крушение под Гардабани — железнодорожная катастрофа, произошедшая в районе города Гардабани в ночь на 29 ноября 1987 года, когда близ границы Грузинской и Азербайджанской ССР электровоз ВЛ10-043 с грузовым составом № 2005 по причине сна локомотивной бригады на скорости 50 км/ч врезался в хвостовую часть впереди идущего почтово-багажного поезда № 905 Тбилиси — Баку, ведомого электровозом ВЛ10-045.

## Хронология событий
Ранее на двухпутном перегоне Гардабани (Грузинская ССР) — Беюк-Кясик (Азербайджанская ССР) Закавказской железной дороги, в настоящее время этот участок входит в Западное направление Азербайджанской железной дороги) был произведён ремонт пути с заменой рельсов. Однако после того как рельсы заменили, путейцы забыли приварить на стыках рельсовые соединители. Из-за этого электрическая целостность рельсовой цепи оказалась нарушена, а это автоматика воспринимала как разрыв самого рельсового пути, поэтому на проходном светофоре № 3, который ограждал этот блок-участок, теперь постоянно горел красный сигнал, что повлияло на последующие события.
Следовавший по данному перегону электровоз ВЛ11.8-746 с грузовым составом № 2003 подъехав к светофору № 3 с запрещающим показанием остановился, постоял минуту, а затем проехал этот светофор со скоростью 5 км/ч. Идущий следом электровоз ВЛ10-463 с грузовым составом № 2001 остановился у предыдущего светофора № 5 с запрещающим показанием (из-за занятого блок-участка между светофорами № 3 и 5), а после минутной остановки также продолжил движение, проехав светофор с красным огнём и следуя на хвост № 2003. За поездом № 2001 в свою очередь в 03:16 из Гардабани был отправлен электровоз ВЛ10-045 с почтово-багажным поездом № 905 Тбилиси — Баку. Он состоял из 10 почтово-багажных вагонов и дополнительно прицепленных в хвосте 10 пассажирских вагонов, в которых находились 360 пассажиров. После остановки у светофора № 5 с запрещающим показанием машинист почтово-багажного поезда отпустил тормоза и продолжил движение со скоростью 18 км/ч, а затем остановился примерно в 80 метрах от хвоста стоящего перед грузового состава № 2001, который вёл ВЛ10-463, при этом хвост самого поезда № 905 оказался в 112 метрах за светофором № 5. Фактически теперь на перегоне оказались сразу три поезда, расположенные следом друг за другом: ВЛ11.8-746 с грузовым № 2003, ВЛ10-463 с грузовым составом № 2001 и ВЛ10-045 с почтово-багажным № 905; два последних находились на одном блок-участке.
В 03:25 из Гардабани следом за почтово-багажным поездом был отправлен электровоз ВЛ10-043 с грузовым составом № 2005. Управляла им локомотивная бригада из депо ТЧ-6 Тбилиси-Сортировочный — машинист Джиоев и помощник машиниста Блуашвили. Когда ВЛ10-043 с грузовым составом № 2005 проехал проходной светофор № 7 с жёлтым огнём, на локомотивном светофоре показание сменилось с Ж на КЖ, предупреждая, что на расположенном впереди светофоре № 5 горит красный сигнал. Также автостоп выдал звуковой сигнал предупреждения, на что машинист отреагировал нажатием на рукоятку бдительности, однако скорость поезда при этом не снижалась. Впоследствии экспертиза пришла к заключению, что локомотивная бригада ВЛ10-043 на самом деле спала, а на рукоятку бдительности машинист Джиоев нажал «на автомате». В 03:30 фактически неуправляемый ВЛ10-043 с грузовым составом № 2005 проехал светофор № 5 с запрещающим показанием и через 6-7 секунд на скорости 50 км/ч врезался в хвостовую часть почтово-багажного поезда № 905, смяв находящиеся у того в хвосте два хвостовых вагона и повредив хвостовой вагон №18. 
По различным данным, в катастрофе погибло 30 или 32 человека, в том числе локомотивная бригада ВЛ10-043 и пассажиры и проводники почтово-багажного поезда № 905 Тбилиси — Баку (66 человек, 62 пассажира и 4 проводника) получили травмы различной степени тяжести.

## Причины
Причиной крушения комиссия назвала сон локомотивной бригады ВЛ10-043, хотя она работала всего 5 часов 5 минут, а перед этим имела достаточный отдых. После проезда светофора с запрещающим показанием автостоп не успел бы не то что остановить поезд, но и даже применить экстренное торможение. Дело в том, что из-за некоторой «инерционности» он срабатывает примерно через 12 секунд, чтобы в случае сбоя локомотивная бригада успела исправить ситуацию. В данном случае расстояние от светофора до почтово-багажного поезда составляло всего 112 метров, на преодоление которых грузовому поезду понадобилось примерно 6 секунд.

## Вскрытые нарушения
В ходе расследования комиссией были обнаружены многочисленные нарушения в работе Закавказской железной дороги. Так после крушения в Користовке в 1986 году в МПС 17 ноября того же года был издан приказ № 49/Ц, согласно которому дороги должны были изучить деловые и моральные качества машинистов локомотивов и помощников машинистов, чтобы в состав локомотивных бригад не допускались недобросовестные, недисциплинированные, неквалифицированные и безответственные работники. Однако на Закавказской дороге наоборот нарушения дисциплины только возросли, в том числе прогулов за 1987 год стало больше на 38 %, то есть более, чем на треть. Машинист Джиоев ранее уже привлекался к ответственности за сон за управлением электровоза ВЛ10-049 и в декабре 1986 года даже был отстранён от вождения поездов, но в октябре 1987 года, то есть за месяц до крушения, вновь вернулся к поездной работе.
По данным расследования, в локомотивном депо Тбилиси-Сортировочная с 1979 года не пересматривали нормы выработки локомотивных бригад, из-за чего нарушалась оплата труда. Также грубо нарушалось трудовое законодательство, что противоречило приказу МПС № 28/Ц «О мерах по улучшению технического содержания и использованию локомотивов, организации труда и отдыха локомотивных бригад» от 20 июня 1986 года. В том числе, машинист поезда № 2005 Джиоев имел переработку 258 часов за 3 предыдущих месяца, а помощник машиниста Блуашвили — 620 часов за текущий год.
Электровоз ВЛ10-043, списанный 11 ноября 1988 года и находящийся на 2024 год на Тбилисском электровозостроительном заводе под данный грузовой состав был выдан вообще с другого участка. К тому же было установлено, что он не был оборудован дополнительной рукояткой безопасности РБС в верхней части кабины (для её нажатия машинисту приходилось вставать), тем самым нарушая приказ от 30 декабря 1986 года, согласно которому запрещалось допускать к работе локомотивы без этой дополнительной рукоятки. Начальник службы локомотивного хозяйства Капанадзе в марте 1987 года доложил в Министерство путей сообщения, что все работы по оборудованию локомотивов дороги завершены, но проверка показала, что это не так, а Капанадзе дали указание завершить переделку всех локомотивов дороги к 1 апреля. Трагедия под Гардабани показала, что даже это указание не было выполнено в полном объёме — 88 электровозов так и не были переоборудованы. Многие локомотивы дороги не имели громкоговорителей, а поездная радиосвязь использовалась и обслуживалась на неудовлетворительном уровне. Плохо были организованы ремонт и техническое обслуживание подвижного состава, из-за чего за последний год число случаев порчи локомотивов возросло на 70 %.
Нарушения были отмечены и в других службах дороги, в том числе путевом хозяйстве (180 км пути на перегоне Гардабани—Беюк-Кясик были в неудовлетворительном состоянии), капитальном строительстве (несколько тысяч семей не имели отдельного жилья) и в организации движения поездов (на первую половину учётных суток приходилось только 1/6—1/5 суточного грузооборота, нарушались графики поездов).